# رشته‌کوه آنگارای بالا
رشته‌کوه آنگارای بالا (روسی: Верхнеангарский хребет) یک رشته‌کوه در بوریاتیای کشور روسیه است.